# Helen Humes

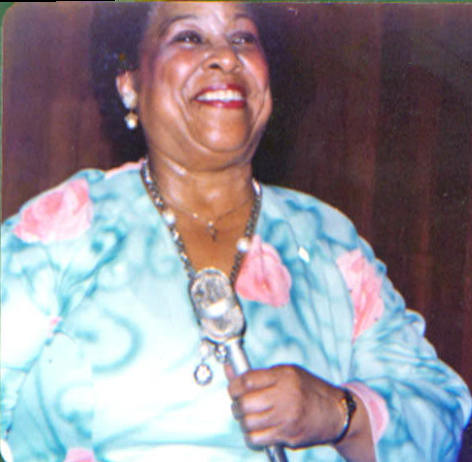
Helen Humes

Helen Humes (* 23. Juni 1913 in Louisville, Kentucky; † 9. September 1981 in Santa Monica, Kalifornien) war eine US-amerikanische Jazz- und Blues-Sängerin.

## Leben und Wirken
Helen Humes bekam ihr Talent schon von ihren Eltern, die häufig im Duett in ihrer Kirchengemeinde sangen, in die Wiege gelegt. 1927 bereits begleitete sie Sylvester Weaver bei einigen seiner letzten Aufnahmen. 1937 zog sie nach Albany und wurde Sängerin bei der Big Band von Harry James. Mit ihm nahm sie unter anderem die Titel Jubilee, I Can Dream Can’t I und That’s The Dreamer In Me auf. Außerdem arbeitete sie in den späten 1930er Jahren mit dem Big-Band-Leader Count Basie, der sie im Cotton Club in Cincinnati entdeckt hatte. Er lud sie ein, die Nachfolge von Billie Holiday in seiner Band anzutreten. Einer ihrer größten Erfolge aus dieser Zeit war Between The Devil And The Deep Blue Sea.
In den 1940er und 1950er Jahren, inzwischen in Kalifornien, arbeitete Helen Humes mit verschiedenen Bands und anderen Blues- und Jazzinterpreten, darunter auch Nat King Cole und nahm einige Schallplatten für Discovery auf. Einer ihrer Erfolge aus dieser Zeit ist Be-baba-leba; der Song gelangte auf #7 der „Race Record“ Charts. 1950 sang Humes Benny Carters Rock Me to Sleep und schaffte es damit, zwischen dem „Big Band Jazz Swing“ und dem Rhythm and Blues eine Brücke zu schlagen.
Als Humes Mutter 1973 starb, verkaufte sie alle ihre Schallplatten und ihr Klavier und wollte nicht mehr singen. Stanley Dance, ein Musikkritiker, konnte sie überreden, zusammen mit Count Basie beim Newport Jazz Festival 1973 aufzutreten. Beim Montreux Jazz Festival 1974 trat sie sowohl mit einer All-Star-Band als auch im Duo mit Jay McShann auf. Aber erst in den späten 1970er Jahren setzte sie ihre Karriere fort, u. a. mit Auftritten im New Yorker Jazzclub Cookery. Sie lebte noch einige Zeit auf Hawaii und in Australien, bevor sie nach Santa Monica in Kalifornien umzog, wo sie 1981 starb.

## Diskografie
- Helen Humes, 1959
- Tain’t nobody’s biz-ness if I do, 1959
- Songs I like to sing, 1960
- Swingin’ with Humes, 1961
- Helen comes back, 1973
- Let the good times roll, 1973
- Sneakin’ around, 1974
- On the sunny side of the street (live), 1974
- Helen Humes, 1974
- Talk of the town, 1975
- Helen Humes with Red Norvo and his orchestra, 1975
- Deed I do (live), 1976
- Helen Humes and the Muse All Stars, 1979
- Helen, 1980
- The New Year’s Eve, 1980